# 카리스티카 카엘리게나
카리스티카 카엘리게나(Charistica caeligena)는 뿔나방과에 속하는 나방이다. 이 나방은 1922년에 에드워드 메이릭에 의해 기재되었고, 브라질 아마존 지역에서 발견된다. 날개폭은 12-13mm이다. 앞날개는 옅은 황갈색으로, 깊은 파란색의 기저 패치가 있다. 이 기저 패치는 코스타의 1/3부터 등줄의 중간까지 이어지는 검은색의 사선 모양 줄에 의해 제한되어 있으며, 코스타 기저에는 검은색의 조각이 있고, 세 개의 연한 은색-파란색 세로 줄무늬가 있다. 첫 번째 줄무늬는 코스타를 따라 중간부터 4/5 지점까지 이어지고, 두 번째 줄무늬는 중간쯤부터 거의 정상에 이르기까지의 전반적인 부분에 어떤 검은색 표시로 가끔 부분적으로 가장되어 있으며, 암컷의 경우에는 전면과 후면에도 있다. 세 번째 줄무늬는 등의 기저 패치부터 십자가뼈 방향까지 이어지는데, 이중에는 검은색의 조각이 있다. 암컷의 경우, 깊은 갈색-적색 조각으로 이루어진 말단 줄무늬가 있다. 후날개는 짙은 푸스컬러스(진한 갈색이나 검은색에 가까운 색)이다.